# Бэнкс, Томми (футболист)
Томас Бэнкс (англ. Thomas Banks; 10 ноября 1929 — 13 июня 2024), более известный как Томми Бэнкс (англ. Tommy Banks) — английский футболист, выступавший на позиции левого защитника. Наиболее известен как игрок клуба «Болтон Уондерерс» и сборной Англии.

## Клубная карьера
Родился в Фарнуорте (Ланкашир). Играл в футбол в местном любительском клубе «Партиджес». В 1945 году подписал любительский контракт с «Болтон Уондерерс». В ноябре 1946 года подписал профессиональный контракт «на полставки», параллельно работая в угольной шахте. В 1947 году дебютировал в основном составе «Болтона». В ноябре 1950 года подписал с клубом полноценный контракт, перестав работать в шахте и став профессиональным футболистом. После этого его призвали на военную службу, где он провёл два года, после чего вернулся в Болтон. Выступал за «Болтон Уондерерс» до 1961 года, сыграв за клуб 233 матча в рамках чемпионата.
В 1961 году стал игроком «Олтрингема», выступавшего в Лиге Чешира, где провёл два сезона. С 1963 по 1967 год играл за валлийский клуб «Бангор Сити».
10 ноября 2019 года траст болельщиков «Болтон Уондерерс» поздравил Томми Бэнкса с 90-летием на специальной церемонии, прошедшей на стадионе клуба.
Умер 13 июня 2024 года в возрасте 94 лет.

## Карьера в сборной
18 мая 1958 года дебютировал за сборную Англии в товарищеском матче против за сборной СССР на «Центральном стадионе имени В. И. Ленина». Он получил вызов в сборную накануне предстоящего чемпионата мира в связи с гибелью основного левого защитника сборной Англии Роджера Берна в мюнхенской авиакатастрофе в феврале 1958 года. На самом чемпионате мира в Швеции Бэнкс провёл все четыре матча сборной. После чемпионата мира сыграл лишь один матч за сборную: это была игра против сборной Северной Ирландии 4 октября 1958 года.

### Список матчей за сборную
Ниже приведён список всех матчей Томми Бэнкса за сборную Англии.
| Матч | Дата           | Соперник          | Счёт | Турнир                                   | Место проведения                                       |
| ---- | -------------- | ----------------- | ---- | ---------------------------------------- | ------------------------------------------------------ |
| 1    | 18 мая 1958    | СССР              | 1:1  | Товарищеский матч                        | «Центральный стадион имени В. И. Ленина», Москва, СССР |
| 2    | 8 июня 1958    | СССР              | 2:2  | Чемпионат мира. Групповой этап           | «Уллеви», Гётеборг, Швеция                             |
| 3    | 11 июня 1958   | Бразилия          | 0:0  | Чемпионат мира. Групповой этап           | «Уллеви», Гётеборг, Швеция                             |
| 4    | 15 июня 1958   | Австрия           | 2:2  | Чемпионат мира. Групповой этап           | «Рюаваллен», Бурос, Швеция                             |
| 5    | 17 июня 1958   | СССР              | 0:1  | Чемпионат мира. Групповой этап. Плей-офф | «Уллеви», Гётеборг, Швеция                             |
| 6    | 4 октября 1958 | Северная Ирландия | 3:3  | Домашний чемпионат Великобритании        | «Уиндзор Парк», Белфаст, Северная Ирландия             |

## Достижения
Болтон Уондерерс
- Обладатель Кубка Англии: 1958

Бангор Сити
- Финалист Кубка Уэльса: 1964

Сборная Англии
- Победитель Домашнего чемпионата Великобритании: 1958/59 (разделённая победа)